# Cestrum hortulanum
Cestrum hortulanum là loài thực vật có hoa trong họ Cà. Loài này được Britton & P.Wilson mô tả khoa học đầu tiên năm 1926.